# Titanoboa
Titanoboa var ett förhistoriskt släkte av boaormar som levde för ca 60 miljoner år sedan, det vill säga 5 miljoner år efter att de flesta dinosaurier (förutom fåglarna) dog ut. Den enda beskrivna arten i släktet är Titanoboa cerrejonensis. Denna förhistoriska orm upptäcktes av fossiljägare i Colombia år 2009. Bredaste punkten på ormen var cirka en meter, vikten mer än 1000 kilogram och längden 13 till 14 meter. Dess storlek kan bero på den tidens varma klimat. Ett bevis på att den var stor är att dess föda bland annat bestod av krokodiler och stora sköldpaddor.